# EPIA
VIA EPIA (VIA Embedded Platform Innovative Architecture) es una serie de placas base mini-ITX, em-ITX, nano-ITX, Pico-ITX y Pico-ITXe  con procesadores VIA integrados. Son de tamaño reducido y consumen menos energía que las computadoras de capacidades comparables. 

## Modelos
Las placas base VIA EPIA tienen los siguientes designadores:
| Código | Definición                                           |
| ------ | ---------------------------------------------------- |
| UN     | Configurado sin salida de TV                         |
| mi     | Configuración sin ventilador                         |
| sol    | Cumple con RoHS                                      |
| L      | Configurado con Gigabit LAN (donde esto es opcional) |
| T      | Con TPM                                              |